# Grendel (finnische Band)
Grendel ist eine finnische Melodic-Death- und Melodic-Metal-Band aus Helsinki, die 1999 unter dem Namen Crimson Sky gegründet wurde.

## Geschichte
Die Band wurde im Sommer 1999 vom Sänger Jarno Blom unter dem Namen Crimson Sky gegründet. Im selben Jahr wurde ein erstes Demo, das den Titel Crossection erhielt, aufgenommen. Im folgenden Jahr wurde der Bandname in Grendel umgeändert. Zudem wurden im Juli beziehungsweise im November die EP Broken Dream und das Demo Endless War aufgenommen. Die jeweiligen Aufnahmesessions hatten unter der Leitung von Nino Laurenne in den Sonic Pump Studios stattgefunden, wobei die Besetzung neben Blom aus den Gitarristen Mika Kivi und Jussi Kraft, dem Bassisten Kari Martikainen, dem Keyboarder Juha Terrilä und dem Schlagzeuger Jarkko Piipari bestanden hatte. 2001 wurde Endless War auf dem Sampler Northernbreeze II veröffentlicht. Etwa zeitgleich verließ der Sänger Jarno Blom die Band und wurde im folgenden Jahr durch Mikko Virtanan ersetzt. 2002 hielt die Gruppe außerdem ihre ersten beiden Auftritte ab und es wurde unter dem Namen Fight Against Time eine zweite EP aufgenommen. Einen weiteren Auftritt gab es 2003, ferner das Demo Promo 2003. Diesem schloss sich 2004 noch eines unter dem Namen Something to Remind an sowie fünf weitere Auftritte. Die Aufnahmen von 2004 und 2005 hatten ebenfalls in den Sonic Pump Studios stattgefunden. 2005 war der Song The Times of Agony auf dem Sampler Noise.fi Vol. 1 zu hören und das Debütalbum Lost Beyond Retrieval wurde eingespielt. Es erschien 2006. Im Jahr 2005 absolvierte die Band insgesamt elf Auftritte, 2006 waren es 13. 2007 steuerte die Gruppe Drifting Away zum Firesampler No. 5 bei und es wurde mit Promo 2007 ein weiteres Demo aufgenommen. Zudem war Quicksand auf der DVD Firebox Video Collection enthalten. 2007 begannen die Aufnahmen zum zweiten Album, zudem wurden 18 Konzerte abgehalten. 2008 wurde The Deaf Cult als Beitrag auf dem Sampler Tuhma Vol. 2 verwendet. Außerdem wurde ein Plattenvertrag bei Firebox Records unterzeichnet, woraufhin die Single Half-Life und das Album Change Through Destruction erschienen. Das Album belegte den 19. Platz in den finnischen Albumcharts. Außer einer Finnland-Tour mit Poisonblack stand die Band noch insgesamt 27 Mal auf der Bühne. 2009 steuerte Grendel den Song One Desire zu einem Sampler des Magazins Terrorizer bei. Der ihr erwiesenen Aufmerksamkeit verdankte die Band die Einladung zur Finnish Metal Expo. 2010 fand im norwegischen Finnsnes der erste Auftritt außerhalb Finnlands statt. Zudem ging die Band weiterhin auf Tour durch ihr Heimatland und anderen Teilen Europas und war somit in diesem Jahr insgesamt 25 Mal live zu sehen. Im selben Jahr begann die Band mit den Aufnahmen zum dritten Album, das 2011 unter dem Namen Corrupt to the Core veröffentlicht wurde. Gleich darauf ging es weiter auf Finnlandtournee, sodass es die Gruppe in diesem Jahr auf insgesamt 12 Konzerte schaffte. Dabei fungierte sie auch als Vorgruppe für Amorphis im Nachtclub Nosturi. Im selben Jahr wurde außerdem ein Musikvideo zum Song Apocalyptic Rain erstellt und der Bassist Kari Martikainen verließ die Besetzung.

## Stil
Tobias Blum vom Rock Hard bezeichnete die Musik von A Change Through Destruction als eine Mischung aus Melodic-Death- und Melodic-Metal. Auf dem Album gebe es eine eingängige Mischung aus „klar gesungenen Melodien und treffsicheren Hooklines“ sowie „garstige[n] Growls“ und „recht harten Gitarren“, wodurch man es vermeide „cheesy“ oder „nach unzähligen konventionellen Skandinavien-Melodic-Bands“ zu klingen. Die Produktion sei zwar klar, aber etwas steril und man bewege sich zu häufig im mittleren Geschwindigkeitsbereich. Auch Benjamin von Metal.de fasste die Musik als Mix aus Melodic-Death- und Melodic-Metal zusammen. Die Songs würden sich meist im mittleren Geschwindigkeitsbereich bewegen. Auffällig seien „Keyboard-Gitarren-Duelle“ und der kräftige Gesang Virtanens sowie „Growls, griffige Riffs und wahnsinnig viel Energie“. Um als klassischer Melodic Death Metal zu gelten, fehle es jedoch etwas an Aggressivität und Geschwindigkeit.

## Diskografie
als Crimson Sky
- 1999: Crossection (Demo, Eigenveröffentlichung)

als Grendel
- 2000: Broken Dream (EP, Eigenveröffentlichung)
- 2000: Endless War (Demo, Eigenveröffentlichung)
- 2002: Fight Against Time (EP, Eigenveröffentlichung)
- 2003: Promo 2003 (Demo, Eigenveröffentlichung)
- 2004: Something to Remind (Demo, Eigenveröffentlichung)
- 2006: Lost Beyond Retrieval (Album, Eigenveröffentlichung)
- 2007: Promo 2007 (Demo, Eigenveröffentlichung)
- 2008: Half-Life (Single, Firebox Records)
- 2008: A Change Through Destruction (Album, Firebox Records)
- 2011: Corrupt to the Core (Album, Sonic Pump Studios)
- 2012: Voices of the Dawn (EP, Sonic Pump Studios)